# لنغستو (كامبريدجشير)
لنغستو (بالإنجليزية: Longstowe)‏ هي أبرشية مدنية تقع في المملكة المتحدة في إنجلترا. يقدر عدد سكانها بـ 193 نسمة .